# 삼성 토코
삼성 토코(Samsung Tocco, Samsung F480)는 삼성전자가 2008년 6월에 출시한 휴대 전화이다.

## 사진

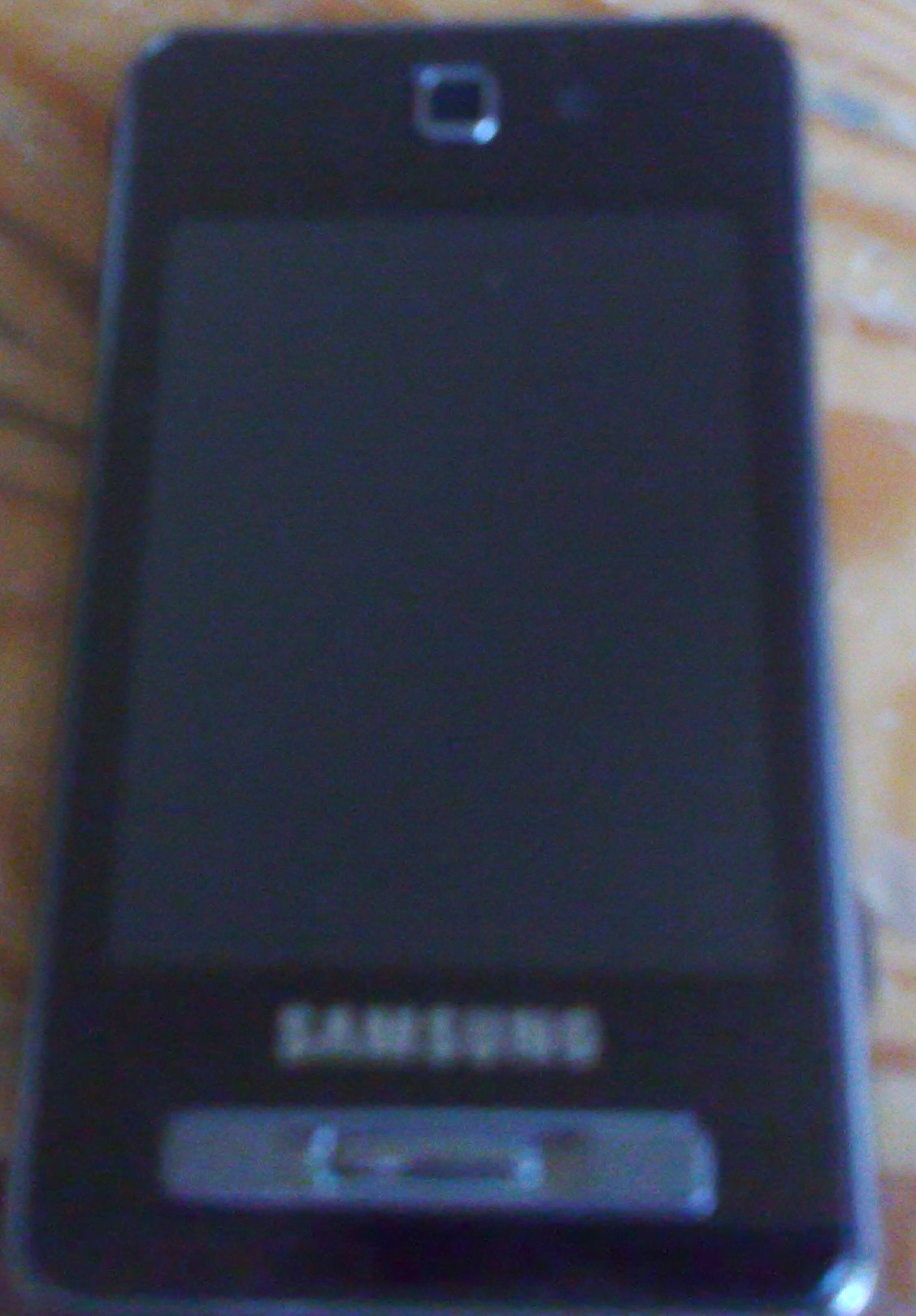
삼성 토코
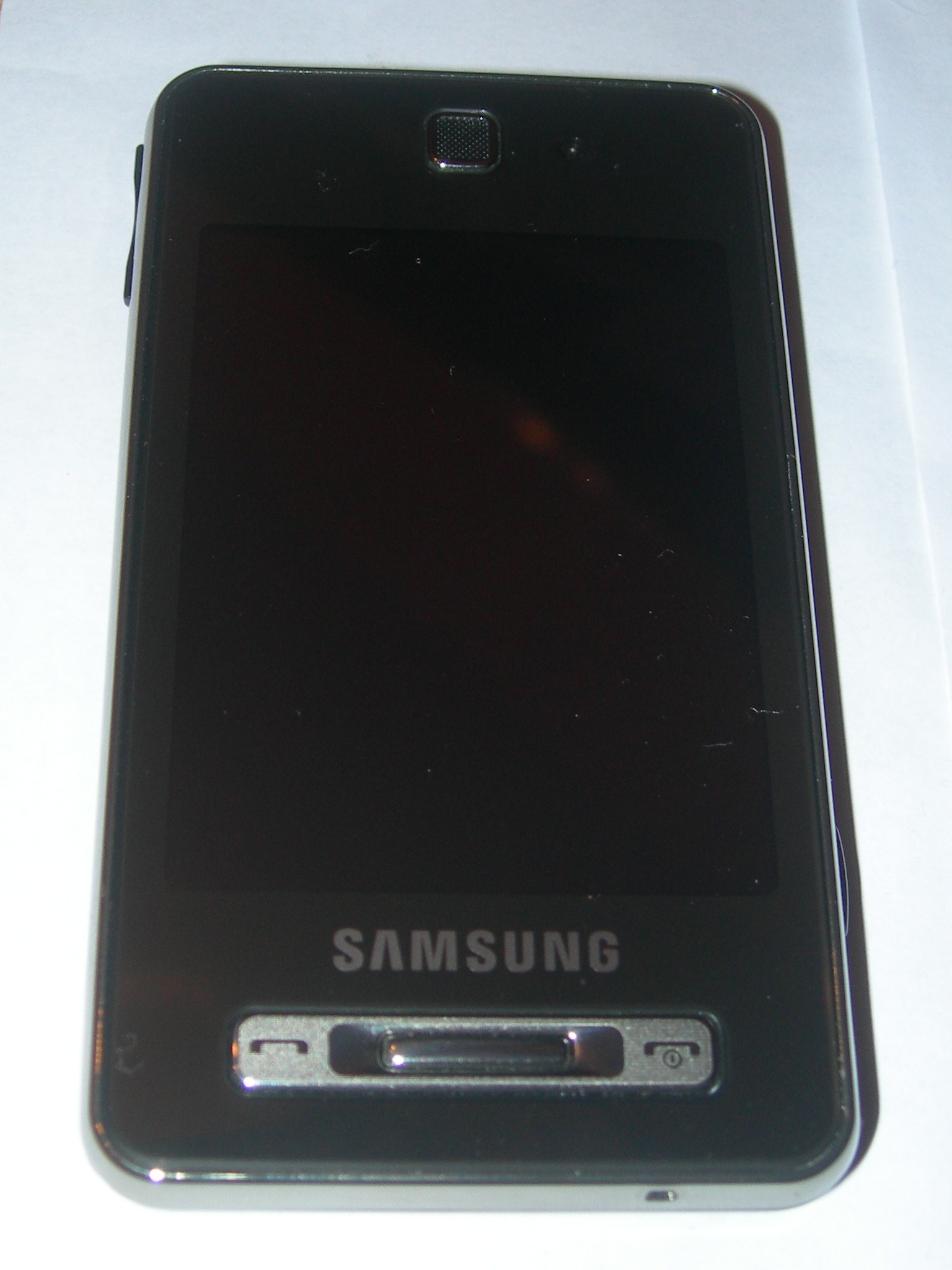
삼성 토코